# Arx (Landes)
Arx település Franciaországban, Landes megyében. Lakosainak száma 51 fő (2022. január 1.). Arx Baudignan, Lubbon, Rimbez-et-Baudiets, Boussès, Réaup-Lisse, Sos és Durance községekkel határos.

## Népesség
A település népességének változása:
| Lakosok száma | 144  | 85   | 88   | 64   | 73   | 73   | 58   | 48   | 46   | 51   |
|               | 1968 | 1982 | 1990 | 2006 | 2013 | 2015 | 2017 | 2019 | 2020 | 2022 |